# 210 pr. n. št.
Stoletja: 4. stoletje pr. n. št. - 3. stoletje pr. n. št. - 2. stoletje pr. n. št.
Desetletja: 260. pr. n. št. 250. pr. n. št. 240. pr. n. št. 230. pr. n. št. 220. pr. n. št. - 210. pr. n. št. - 200. pr. n. št. 190. pr. n. št. 180. pr. n. št. 170. pr. n. št. 160. pr. n. št.
Leta: 215 pr. n. št. 214 pr. n. št. 213 pr. n. št. 212 pr. n. št. 211 pr. n. št. - 210 pr. n. št. - 209 pr. n. št. 208 pr. n. št. 207 pr. n. št. 206 pr. n. št. 205 pr. n. št.

## Dogodki
- v Sparti zavlada tiranija.

## Smrti
- Fusu, kronski princ Kitajske (* ni znano)
- Nikomed, grški matematik (približni datum) (* okoli 280 pr. n. št.)